# إيمانويل أوكوي
ايمانويل اوكوي (بالإنجليزية: Emmanuel Okwi)‏ (25 ديسمبر 1992 بكامبالا في أوغندا - ) هو لاعب كرة قدم أوغندي في مركز الهجوم يلعب حاليا لنادي الاتحاد السكندري. شارك مع منتخب أوغندا لكرة القدم. أما مع النوادي، فقد لعب مع النجم الرياضي الساحلي ونادي سوندرييسكه ونادي سيمبا ونادي ناكيفوبو فيلا ونادي يانغ أفريكانز.

## وصلات خارجية
- إيمانويل أوكوي على موقع الاتحاد الدولي (مؤرشف)  (الإنجليزية)
- إيمانويل أوكوي على موقع قاعدة بيانات كرة القدم.إي يو (الإنجليزية)
- إيمانويل أوكوي على موقع ناشيونال فوتبول تيمز (الإنجليزية)
- إيمانويل أوكوي على موقع Soccerway.com (الإنجليزية)
- إيمانويل أوكوي على موقع عالم كرة القدم.نت (الإنجليزية)